# النغم الحزين (فلم)
النغم الحزين هو فيلم مصري عرض عام 1960، بطولة سامية جمال وماهر العطار ولبلبة وحسين رياض، ومن إخراج حسن الصيفي.

## قصة الفيلم
سامية راقصة اكتشفها الأستاذ محمود الذي يحبها رغم فارق السن، وهي تعامله كأخ أكبر وصديق، يكشتف محمود مطرب شاب هو عادل الذي ينجح في عمله، تحبه سامية، لكنه لا يستجيب لها مراعاة لمشاعر أستاذه رغم أنهما يعملان معًا كمطرب وراقصة. يشعر محمود بالغيرة فيجعله يوقع عقدًا مع كازينو آخر، لكن عادل يجدها فرصة أفضل للشهرة. تخاف سامية من هذا الانفصال، يتعرف عادل على ليلى الفنانة الشهيرة بفقراتها الساخرة ويحبها ويخطبها، تشعر ساميه بالحزن وتسقط مغشيا عليها أثناء تأديتها إحدى رقصاتها، يعجز الأطباء عن تفسير حالتها. لكنهم يرون أن حالتها تتحسن بعدما عاد عادل، يطلب محمود من عادل أن يخفي علاقته بليلى عن سامية، تعود سامية إلى الرقص، يفسخ عادل خطبته، بعد أن تكون سامية قد عرفت، فتسعى بدورها إلى لم شمل عادل على حبيبته وتضحي بحبها من أجلهما، لكنها لا تزال تعامل محمود كأخ أكبر.

## طاقم التمثيل
- سامية جمال: (سامية)
- ماهر العطار: (عادل)
- حسين رياض: (محمود)
- لبلبة
- قدرية قدري
- عبد العزيز أحمد: (مدبولي)
- ثريا فخري: (أم محمد)
- إبراهيم حشمت
- عبد المنعم إسماعيل
- عبد العظيم كامل
- أنور مدكور
- سوزي خيري: (الراقصة جمالات)
- لولي نادر: (راقصة)

## فريق العمل
- إخراج: حسن الصيفي
- تأليف: محمد عثمان
- مدير التصوير: ألفيزي أورفانيللي
- مونتاج: مصطفى مختار
- إنتاج: أفلام سميراميس (حسن الصيفي)
- توزيع: أفلام الشرق الأوسط

## أغاني الفيلم
| الأغنية         | المؤلف          | الملحن      |
| --------------- | --------------- | ----------- |
| بلغوه           | عبد العزيز سلام | محمد الموجي |
| آه منك          | فتحي قورة       | محمد الموجي |
| تسلملي          | مأمون الشناوي   | بليغ حمدي   |
| كتير عليه       | مأمون الشناوي   | بليغ حمدي   |
| ظلمته مرة واحدة | عبد الوهاب محمد | بليغ حمدي   |